# Кулан (Росія)
Кула́н (рос. Кулан) — село у складі Стрітенського району Забайкальського краю, Росія. Входить до складу Чикічейського сільського поселення.

## Населення
Населення — 108 осіб (2010; 139 у 2002).
Національний склад (станом на 2002 рік):
- росіяни — 98 %